# Lista do Patrimônio Mundial na Europa Setentrional
- Dinamarca
- Estônia
- Finlândia
- Islândia
- Lituânia
- Noruega
- Suécia

Património Mundial na Europa Setentrional

A Organização das Nações Unidas para a Educação, a Ciência e a Cultura (UNESCO) propôs um plano de proteção aos bens culturais do mundo, através do Comité sobre a Proteção do Património Mundial Cultural e Natural, aprovado em 1972. Esta é uma lista do Patrimônio Mundial existente na Europa Setentrional, especificamente classificada pela UNESCO e elaborada de acordo com dez principais critérios cujos pontos são julgados por especialistas na área. A Europa Setentrional, formada por sete Estados-parte, é uma das sub-regiões classificadas pela UNESCO, sendo parte integrante da região Europa e América do Norte.
Para a definição da UNESCO, a Europa Setentrional é composta pelos Estados-parte: Dinamarca, Estônia, Finlândia, Islândia, Lituânia, Noruega e Suécia. A sub-região abriga sítios localizados em 7 países, sendo a Suécia o Estado-parte de maior quantidade de bens listados pela UNESCO, com 15 sítios classificados. A região conta ainda com três sítios compartilhados entre os Estados-parte dentro e fora da Europa Setentrional: Istmo da Curlândia (entre Lituânia e Rússia), Costa Alta/Kvarken (entre Finlândia e Suécia) e Arco Geodésico de Struve. Os primeiros bens da região incluídos na lista foram Bryggen e Igreja de madeira de Urnes, ambos na Noruega, em 1979, ano da Segunda Sessão do Comitè do Patrimônio Mundial.

## Sítios do Patrimônio Mundial
A região da Europa Setentrional conta atualmente com os seguintes lugares declarados como Patrimônio da Humanidade pela UNESCO:
| Sítio                                                             | Imagem | País                                                                                         | Localização                                          | Critério                       | Ano  | Descrição | Ref.   |
| ----------------------------------------------------------------- | ------ | -------------------------------------------------------------------------------------------- | ---------------------------------------------------- | ------------------------------ | ---- | --- | ------ |
| Bryggen                                                           |        | Noruega                                                                                      | Hordaland                                            | Cultural: (iii)                | 1979 | Bryggen, o antigo porto de Bergen, é um marco da importância da cidade como parte do império comercial da Liga Hanseática do século XIV a meados do século XVI. Muitos incêndios, o último em 1955, devastaram as características casas de madeira de Bryggen. A sua reconstrução seguiu tradicionalmente padrões e métodos antigos, deixando assim preservada a sua estrutura principal, que é uma relíquia de uma antiga estrutura urbana de madeira outrora comum no norte da Europa. | [ 4 ]  |
| Igreja de Madeira de Urnes                                        |        | Noruega                                                                                      | Sogn og Fjordane                                     | Cultural: (i)(ii)(iii)         | 1979 | A igreja de Madeira de Urnes (uma stavkirke) integra a paisagem natural de Sogn og Fjordane. Foi construída nos séculos XII e XIII como um excelente exemplar da arquitetura tradicional escandinava. Possui vestígios da arte celta, tradições vikings e estruturas espaciais românicas. | [ 5 ]  |
| Cidade Mineira de Røros e Circunferência                          |        | Noruega                                                                                      | Trøndelag Meridional                                 | Cultural: (iii)(iv)(v)         | 1980 | A Cidade Mineira de Røros está ligada às minas de cobre, estabelecidas no século XVII e exploradas por 333 anos até 1977. O local compreende a vila e suas paisagens culturais industriais-rurais; Femundshytta, uma fundição com sua área associada; e a Rota de Transporte de Inverno. Completamente reconstruída após sua destruição por tropas suecas em 1679, Røros contém cerca de 2.000 casas de madeira de um e dois andares e uma casa de fundição. | [ 6 ]  |
| Sítios de Arte Rupestre de Alta                                   |        | Noruega                                                                                      | Troms og Finnmark                                    | Cultural: (iii)                | 1985 | Este conjunto de petróglifos no Fiorde de Alta, próximo ao Círculo Polar Ártico, traz os vestígios de um assentamento que data de 4.200 a 500 a.C. As milhares de pinturas e gravuras contribuem para nossa compreensão do meio ambiente e das atividades humanas nas margens do Extremo Norte em tempos pré-históricos. | [ 7 ]  |
| Fortaleza de Suomenlinna                                          |        | Finlândia                                                                                    | Uusimaa                                              | Cultural: (iv)                 | 1991 | Construída na segunda metade do século XVIII pela Suécia num conjunto de ilhas situadas à entrada do porto de Helsínquia, esta fortaleza é um exemplo especialmente interessante da arquitetura militar europeia da época. | [ 8 ]  |
| Rauma Antiga                                                      |        | Finlândia                                                                                    | Satakunta                                            | Cultural: (iv)(v)              | 1991 | Situado no Golfo de Bótnia, Rauma é um dos portos mais antigos da Finlândia. Construída em torno de um mosteiro franciscano, onde ainda se encontra a Igreja da Santa Cruz, de meados do século XV, é um excelente exemplo de uma antiga cidade nórdica construída em madeira. Embora devastada pelo fogo no final do século XVII, Rauma preservou seu antigo patrimônio arquitetônico vernacular. | [ 9 ]  |
| Palácio Real de Drottningholm                                     |        | Suécia                                                                                       | Svealand                                             | Cultural: (iv)                 | 1991 | O Palácio Real de Drottningholm ergue-se em uma ilha no Lago Mälaren, em um subúrbio de Estocolmo. Com o seu castelo, teatro perfeitamente preservado (construído em 1766), pavilhão chinês e jardins, é o melhor exemplo de uma residência real do norte da Europa do século XVIII, inspirado no Palácio de Versalhes. | [ 10 ] |
| Birka e Hovgården                                                 |        | Suécia                                                                                       | Svealand                                             | Cultural: (iii)(iv)            | 1993 | O Sítio Arqueológico de Birka está localizado na Ilha Björkö no Lago Mälaren e foi ocupado nos séculos IX e X. Hovgården está situado na ilha vizinha de Adelsö. Juntos, eles formam um complexo arqueológico que ilustra as elaboradas redes comerciais da Europa da Era Viking e sua influência na história subsequente da Escandinávia. Birka também foi importante como local da primeira congregação cristã na Suécia, fundada em 831 por Santo Ansgário. | [ 11 ] |
| Forjas de Engelsberga                                             |        | Suécia                                                                                       | Västmanland                                          | Cultural: (iv)                 | 1993 | A produção sueca de graus superiores de ferro tornou-a líder neste campo nos séculos XVII e XVIII. Este sítio é o exemplo mais bem preservado e completo deste tipo de siderurgia sueca. | [ 12 ] |
| Pedras de Jelling                                                 |        | Dinamarca                                                                                    | Vejle                                                | Cultural: (iii)                | 1994 | As Pedras de Jelling e algumas das pedras rúnicas são exemplos marcantes da cultura pagã nórdica, enquanto a outra pedra rúnica e a igreja ilustram a cristianização do povo dinamarquês em meados do século X. | [ 13 ] |
| Igreja Antiga de Petäjävesi                                       |        | Finlândia                                                                                    | Finlândia Central                                    | Cultural: (iv)                 | 1994 | A Igreja Antiga de Petäjävesi, na Finlândia Central, foi construída com troncos entre 1763 e 1765. Esta igreja luterana é um exemplo típico de uma tradição arquitetônica única no leste da Escandinávia. Combina a concepção renascentista de uma igreja de planta central com formas mais antigas derivadas de abóbadas de arestas góticas. | [ 14 ] |
| Gravuras Rupestres de Tanum                                       |        | Suécia                                                                                       | Västra Götaland                                      | Cultural: (i)(iii)(iv)         | 1994 | As Gravuras Rupestres de Tanum, no norte de Bohuslän, são um feito artístico único não apenas por seus temas ricos e variados (representações de humanos, animais, armas e embarcações), mas também por sua unidade cultural e cronológica. Eles revelam a vida e as crenças dos povos na Europa durante a Idade do Bronze e são notáveis por seu grande número e excelente qualidade. | [ 15 ] |
| Skogskyrkogården - Cemitério do Bosque                            |        | Suécia                                                                                       | Estocolmo                                            | Cultural: (ii)(iv)             | 1994 | Este cemitério de Estocolmo foi concebido entre 1917 e 1920 por dois jovens arquitetos, Gunnar Asplund e Sigurd Lewerentz, no local de antigos poços de cascalho cobertos de pinheiros. O projeto mescla vegetação e elementos arquitetônicos, aproveitando as irregularidades do terreno para criar uma paisagem perfeitamente adaptada à sua função. | [ 16 ] |
| Centro Histórico de Vilnius                                       |        | Lituânia                                                                                     | Vilnius                                              | Cultural: (ii)(iv)             | 1994 | Centro político do Grão-Ducado da Lituânia do século XIII ao final do século XVIII, Vilnius teve uma profunda influência no desenvolvimento cultural e arquitetônico de grande parte da Europa Oriental. Apesar das invasões e destruição parcial, conservou um impressionante conjunto de edifícios góticos, renascentistas, barrocos e neoclássicos, bem como o seu planejamento medieval e natural. | [ 17 ] |
| Cidade Hanseática de Visby                                        |        | Suécia                                                                                       | Gotlândia                                            | Cultural: (iv)(v)              | 1995 | Um antigo assentamento viking na Ilha da Gotlândia, Visby foi o principal centro da Liga Hanseática no Mar Báltico do século XII ao XIV. Suas muralhas do século XIII e mais de 200 armazéns e residências de ricos comerciantes do mesmo período fazem dela a cidade comercial fortificada mais bem preservada do norte da Europa. | [ 18 ] |
| Catedral de Roskilde                                              |        | Dinamarca                                                                                    | Zelândia                                             | Cultural: (ii)(iv)             | 1995 | Construída nos séculos XII e XIII, esta foi a primeira catedral gótica da Escandinávia construída em tijolos e encorajou a difusão deste estilo por todo o norte da Europa. É o mausoléu da Família real dinamarquesa desde o século XV. Os pórticos e as capelas laterais foram acrescentados até finais do século XIX. Assim, fornece uma visão clara do desenvolvimento da arquitetura religiosa europeia. | [ 19 ] |
| Aldeia paroquial de Gammelstad, Luleå                             |        | Suécia                                                                                       | Norrbotten                                           | Cultural: (ii)(iv)(v)          | 1996 | Gammelstad, na cabeceira do Golfo de Bótnia, é o exemplo mais bem preservado de uma "aldeia paroquial", um tipo único de vila anteriormente encontrado em todo o norte da Escandinávia. As 424 casas de madeira, amontoadas em torno da igreja de pedra do início do século XV, serviam apenas aos domingos e nas festas religiosas para alojar fiéis da zona rural circundante que não podiam regressar a casa no mesmo dia devido à distância e às difíceis condições de viagem. | [ 20 ] |
| Área da Lapónia                                                   |        | Suécia                                                                                       | Norrbotten                                           | Misto: (iii)(v)(vii)(viii)(ix) | 1996 | A região do Círculo Polar Ártico, no norte da Suécia, é o lar do povo Saami ou povo lapão. É a maior área do mundo (e uma das últimas) com um modo de vida ancestral baseado no movimento sazonal de rebanhos. Todos os verões, os Saami conduzem seus enormes rebanhos de renas em direção às montanhas através de uma paisagem natural até então preservada, mas agora ameaçada pelo advento dos veículos automotivos. | [ 21 ] |
| Fábrica de Madeira e Cartão de Verla                              |        | Finlândia                                                                                    | Kymenlaakso                                          | Cultural: (iv)                 | 1996 | A Fábrica de Madeira e Cartão de Verla e sua área residencial associada são um exemplo notável e notavelmente bem preservado dos assentamentos industriais rurais de pequena escala associados à produção de celulose, papel e papelão que floresceram no norte da Europa e na América do Norte no século XIX e início do século XX. Apenas poucos assentamentos deste gênero sobrevivem até os dias atuais. | [ 22 ] |
| Centro Histórico de Riga                                          |        | Letônia                                                                                      | Riga                                                 | Cultural: (i)(ii)              | 1996 | Riga foi um importante centro da Liga Hanseática, derivando sua prosperidade nos séculos XIII e XV do comércio com a Europa Central e Oriental. O tecido urbano de seu centro medieval reflete essa prosperidade, embora a maioria das primeiras construções tenha sido destruída pelo fogo ou pela guerra. Riga tornou-se um importante centro econômico no século XIX, quando os subúrbios que cercam a cidade medieval foram definidos, primeiro com imponentes edifícios de madeira em estilo neoclássico e depois em Jugendstil. É geralmente reconhecido que Riga possui a mais relevante coleção de edifícios art nouveau da Europa. | [ 23 ] |
| Centro Histórico de Tallinn                                       |        | Estónia                                                                                      | Harjumaa                                             | Cultural: (ii)(iv)             | 1997 | As origens de Tallinn remontam ao século XIII, quando um castelo foi construído lá pelos cavaleiros cruzados da Ordem Teutônica. Desenvolveu-se como um grande centro da Liga Hanseática cuja riqueza é demonstrada pela opulência dos edifícios públicos (as igrejas em particular) e a arquitetura das casas dos mercadores, que sobreviveram em grau notável apesar da devastação do fogo e guerra nos séculos seguintes. | [ 24 ] |
| Porto Naval de Karlskrona                                         |        | Suécia                                                                                       | Blekinge                                             | Cultural: (ii)(iv)             | 1998 | Karlskrona é um excelente exemplo de uma cidade naval europeia planejada do final do século XVII. O traçado original e muitos dos edifícios sobreviveram intactos, juntamente com instalações que ilustram seu desenvolvimento posterior até os dias atuais. | [ 25 ] |
| Sitío Funerário da Idade do Bronze de Sammallahdenmäki            |        | Finlândia                                                                                    | Satakunta                                            | Cultural: (iii)(iv)            | 1999 | Este cemitério da Idade do Bronze apresenta mais de 30 tumbas de granito, proporcionando uma visão única das práticas funerárias e estruturas sociais e religiosas do norte da Europa há mais de três milênios. | [ 26 ] |
| Paisagem Agrícola do Sul da Olândia                               |        | Suécia                                                                                       | Kalmar                                               | Cultural: (iv)(v)              | 2000 | A parte sul da Ilha de Öland, no Mar Báltico, é dominada por um vasto planalto de calcário. Os seres humanos vivem aqui há cerca de cinco mil anos e adaptaram seu modo de vida às limitações físicas da ilha. Como consequência, a paisagem é única, com abundantes evidências de ocupação humana contínua desde os tempos pré-históricos até os dias atuais. | [ 27 ] |
| Istmo da Curlândia                                                |        | Lituânia · Rússia                                                                            | Klaipėda Kaliningrado                                | Cultural: (v)                  | 2000 | A habitação humana desta península de dunas de areia alongada, com 98 km de comprimento e 0,4 a 4 km de largura, remonta aos tempos pré-históricos. Ao longo deste período, o local foi ameaçado pelas forças naturais do vento e das ondas. Sua sobrevivência até os dias de hoje só foi possível como resultado dos incessantes esforços humanos para combater a erosão, dramaticamente ilustrado pelos contínuos projetos de estabilização e reflorestamento. | [ 28 ] |
| Costa Alta/Arquipélago de Kvarken                                 |        | Finlândia · Suécia                                                                           | Västernorrland                                       | Natural: (viii)                | 2000 | O Arquipélago de Kvarken (Finlândia) e a Costa Alta (Suécia) estão situados no Golfo de Bótnia, uma extensão norte do Mar Báltico. As 5.600 ilhas do Arquipélago de Kvarken apresentam moreias incomuns formadas pelo derretimento da camada de gelo continental, de 10.000 a 24.000 anos atrás. O arquipélago sofre continuamente um processo de rápida elevação glacioisostática, em que o solo se eleva a taxas que estão entre as mais altas do mundo. Como consequência, ilhas aparecem e se unem, penínsulas se expandem e lagos evoluem de baías e se desenvolvem em pântanos e turfeiras. A Costa Alta também foi amplamente moldada pelos processos combinados de glaciação, recuo glacial e surgimento de novas terras a partir do mar. | [ 29 ] |
| Castelo de Kronborg                                               |        | Dinamarca                                                                                    | Frederiksborg                                        | Cultural: (iv)                 | 2000 | Localizado em um local estrategicamente importante que comanda o Sund, o trecho de água entre a Dinamarca e a Suécia, o Castelo Real de Kronborg em Helsingør é de imenso valor simbólico para o povo dinamarquês e desempenhou um papel fundamental na história do norte da Europa em os séculos XVI e XVIII. A construção deste notável castelo renascentista começou em 1574 e suas muralhas foram reforçadas de acordo com os cânones da arquitetura militar do final do século XVII. Permaneceu intacto até os dias atuais, sendo mundialmente conhecido como Elsinore, o cenário de Hamlet, de William Shakespeare. | [ 30 ] |
| Mina de cobre de Falun                                            |        | Suécia                                                                                       | Dalarna                                              | Cultural: (ii)(iii)(v)         | 2001 | A enorme escavação de mineração conhecida como o Grande Poço de Falun é a característica mais marcante de uma paisagem que ilustra a atividade de produção de cobre nesta região desde pelo menos o século XIII. A cidade planejada do século XVII com seus edifícios históricos fornece uma imagem vívida do que foi durante séculos uma das maiores áreas de mineração do mundo. | [ 31 ] |
| Sítio Arqueológico de Kernavė (Reserva Cultural de Kernavė)       |        | Lituânia                                                                                     | Vilnius                                              | Cultural: (iii)(iv)            | 2004 | O Sítio Arqueológico de Kernavė, cerca de 35 km a noroeste de Vilnius, no leste da Lituânia, representa um testemunho excepcional de cerca de dez milênios de assentamentos humanos nesta região. Situado no vale do rio Neris, o sítio é um conjunto complexo de propriedades arqueológicas, englobando a cidade de Kernavė, fortes, alguns assentamentos não fortificados, cemitérios e outros monumentos arqueológicos, históricos e culturais do final do Paleolítico à Idade Média. | [ 32 ] |
| Parque Nacional Þingvelli                                         |        | Islândia                                                                                     | Região Sul                                           | Natural: (iii)(vi)             | 2004 | Þingvellir é o parque nacional onde o Althing foi criado em 930 e continuou a se reunir até 1798. A propriedade inclui o Parque Nacional Þingvellir e as ruínas do próprio Althing (fragmentos de cerca de 50 barracas construídas com grama e pedra) e mostra evidências da forma como a paisagem foi preservada ao longo de 1.000 anos. | [ 33 ] |
| Estação de Rádio de Varberg                                       |        | Suécia                                                                                       | Halland                                              | Cultural: (ii)(iv)             | 2004 | A Estação de Rádio de Varberg em Grimeton, no sul da Suécia (construída entre 1922 e 1924) é um monumento excepcionalmente bem preservado das primeiras comunicações transatlânticas sem fio. É composto pelo equipamento transmissor, incluindo o sistema aéreo de seis torres metálicas de 127 metros de altura. Embora não esteja mais em uso regular, o equipamento foi mantido em condições de operação. | [ 34 ] |
| Vegaøyan - Arquipélago de Vega                                    |        | Noruega                                                                                      | Nordland                                             | Cultural: (v)                  | 2004 | Um arquipélago de dezenas de ilhas centradas em Vega, ao sul do Círculo Polar Ártico, forma uma paisagem cultural que testemunha um modo de vida frugal distinto, baseado na pesca e na coleta da penugem de êideres num ambiente inóspito. Existem aldeias de pescadores, cais, armazéns, paisagens agrícolas, faróis e balizas. Há evidências de assentamento humano desde a Idade da Pedra. | [ 35 ] |
| Arco Geodésico de Struve                                          |        | Bielorrússia · Estónia · Letônia · Lituânia · Moldávia · Noruega · Rússia · Suécia · Ucrânia | Troms og Finnmark Lapônia Leningrado Panevėžys Brest | Cultural: (ii)(iii)(vi)        | 2005 | O Arco Geodésico de Struve é uma cadeia de triangulações de pesquisa que se estende desde Hammerfest na Noruega até o Mar Negro, passando por 10 países em mais de 2.820 quilômetros. São pontos de um levantamento realizado entre 1816 e 1855 pelo astrônomo Friedrich Georg Wilhelm Struve, que representou a primeira medição precisa de um longo segmento de um meridiano. Struve ajudou a determinar o tamanho e a forma exata do planeta e marcou um passo importante no desenvolvimento das ciências da Terra e do mapeamento topográfico. | [ 36 ] |
| Fiordes do Oeste da Noruega - Geirangerfjord e Nærøyfjord         |        | Noruega                                                                                      | Møre og Romsdal                                      | Natural: (vii)(viii)           | 2005 | Situados a nordeste de Bergen, Geirangerfjord e Nærøyfjord fazem parte da paisagem do fiorde norueguês ocidental, que se estende de Stavanger no sul até Andalsnes a nordeste . Os dois fiordes, entre os mais longos e profundos do mundo, são considerados paisagens arquetípicas de fiordes e entre os mais belos do mundo. Sua beleza natural excepcional é derivada de suas paredes de rochas cristalinas estreitas e íngremes que se elevam até 1.400 m do Mar da Noruega e se estendem 500 metros abaixo do nível do mar. | [ 37 ] |
| Surtsey                                                           |        | Islândia                                                                                     | Região Sul                                           | Natural: (ix)                  | 2008 | Surtsey, uma ilha vulcânica a cerca de 32 quiômetros da costa sul da Islândia, foi formada por erupções vulcânicas que ocorreram entre 1963 e 1967. É ainda mais notável por ter sido protegida desde sua origem, proporcionando ao mundo um laboratório natural intocado e livre da interferência humana. A ilha de 141 hectares abriga 89 espécies de aves - 57 das quais se reproduzem em outras partes da Islândia - e 335 espécies de invertebrados. | [ 38 ] |
| Mar de Wadden                                                     |        | Alemanha · Dinamarca · Países Baixos                                                         | Jutlândia do Norte                                   | Natural: (viii)(ix)(x)         | 2009 | O Mar de Wadden possui uma costa geralmente plana e tem muitos lodaçais, sapais e dunas. O local cobre dois terços de todo o Mar de Wadden e abriga muitas espécies de plantas e animais. É um terreno fértil para até 12 milhões de aves anualmente e serve de habitat para mais de 10% da população de 29 espécies. | [ 39 ] |
| Fazendas decoradas da Hälsingland                                 |        | Suécia                                                                                       | Hälsingland                                          | Cultural: (v)                  | 2012 | O sítio listado é formado por sete casas de madeira no leste da Suécia, representando o apogeu de uma tradição regional de construção de madeira que remonta à Idade Média. Refletem a prosperidade dos agricultores independentes que no século XIX usaram sua riqueza para construir novas casas substanciais. As pinturas representam uma fusão da arte popular com os estilos privilegiados pela pequena nobreza da época, incluindo o barroco e o rococó. | [ 40 ] |
| Stevns Klint                                                      |        | Dinamarca                                                                                    | Zelândia                                             | Natural: (viii)                | 2014 | Stevns Klint é um penhasco de giz rico em fósseis de 15 quilômetros de extensão. O registro fóssil inclui evidências da nuvem de cinzas após o impacto do meteorito Chicxulub, que acredita-se ter causado uma extinção em massa há 65 milhões de anos. O sítio também abriga evidências da recuperação da vida na Terra após o evento. | [ 41 ] |
| Christiansfeld, uma colônia da igreja moraviana                   |        | Dinamarca                                                                                    | Jutlândia do Sul                                     | Cultural: (iii)(iv)            | 2015 | Fundada em 1773 na Jutlândia do Sul, a cidade é um exemplo de colônia planejada da Igreja Morávia, uma congregação luterana sediada em Herrnhut, Saxônia. A cidade foi planejada para representar o ideal urbano protestante e construída em torno de uma praça central de igreja. A arquitetura é homogênea e sem adornos, com prédios de um e dois andares em tijolos amarelos com telhados de telha vermelha. A organização democrática da Igreja da Morávia, com sua filosofia igualitária pioneira, é expressa em seu planejamento urbano humanista. | [ 42 ] |
| Paisagem de caça medieval no norte da Zelândia                    |        | Dinamarca                                                                                    | Região da Capital                                    | Cultural: (ii)(iv)             | 2015 | Localizada a cerca de 30 quilômetros a noroeste de Copenhaga, esta paisagem cultural abrange as duas florestas de caça de Store Dyrehave e Gribskov, bem como o parque de caça de Jægersborg Hegn/Jægersborg Dyrehave. Esta é uma paisagem projetada onde os reis dinamarqueses e a sua corte praticavam a caça par force (ou caça com cães), que atingiu o seu apogeu entre os séculos XVII e XVIII, era em que os monarcas absolutos a transformaram numa paisagem de poder. | [ 43 ] |
| Complexo Industrial de Rjukan-Notodden, na região de Telemark     |        | Noruega                                                                                      | Vestfold og Telemark                                 | Cultural: (ii)(iv)             | 2015 | Localizado em uma paisagem dramática de montanhas, cachoeiras e vales de rios, o sítio listado compreende usinas hidrelétricas, linhas de transmissão, fábricas, sistemas de transporte e cidades. O complexo foi estabelecido pela Norsk Hydro Company para fabricar fertilizantes artificiais a partir do nitrogênio do ar. | [ 44 ] |
| Parque Nacional Vatnajökull — natureza dinâmica do fogo e do gelo |        | Islândia                                                                                     | Fiordes Ocidentais                                   | Natural: (viii)                | 2019 | Esta icônica região vulcânica cobre uma área de mais de 1.400.000 hectares, quase 14% do território da Islândia. Possui dez vulcões centrais, oito dos quais são subglaciais e dois estão entre os mais ativos do país. As áreas vulcânicas abrigam uma fauna endêmica de águas subterrâneas que sobreviveu à Idade do Gelo. | [ 45 ] |